# Guayaki
«  Aché (peuple) » redirige ici. Pour les autres significations, voir Aché.
Cet article concerne le peuple guayakí. Pour la langue guayakí, voir Guayaki (langue).
 (novembre 2020).
Améliorez-le ou discutez des points à vérifier. 
 (novembre 2020).

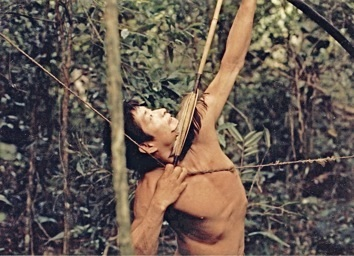
Chasseur Aché (ou Guayaki).

Les Guayaki sont des indigènes chasseurs-cueilleurs qui, jusqu'au XXe siècle, vivaient en bandes nomades de quelques familles dans les forêts tropicales de l'est du Paraguay et dépendaient entièrement des ressources de la forêt pour leur subsistance. Ils s'appellent eux-mêmes Aché (« vraies personnes » dans leur langue) et sont surnommés Guayaki (« rats féroces ») par les Guaranis, leurs voisins et rivaux.
Quatre populations Aché, distinctes du point de vue ethnolinguistique, sont entrées en contact avec la civilisation occidentale : les Aché du nord, les Aché Yvytyruzu, les Aché Ypety et les Aché Ñacunday. Chacune de ces populations constituait alors un groupe dialectal endogame distinct, fonctionnant comme une unité socio-politique se réunissant chaque année, essentiellement pour renouer les liens sociaux, procéder à des célébrations et échanger des femmes.
De la période de la conquête espagnole jusqu'à la deuxième moitié du XXe siècle, les Aché ont subi les abus répétés des colons Paraguayens, des éleveurs, des forestiers et des grands propriétaires terriens. Ils ont été décimés, massacrés, réduits en esclavage, et regroupés sur des réserves sans soins médicaux adéquats. Au XXe siècle, les Aché du nord, qui occupaient seuls, précédemment, près de 20 000 kilomètres carrés, étaient confinés sur deux réserves totalisant un peu plus de 50 kilomètres carrés. Ce processus, conçu pour les pacifier et libérer leurs terres ancestrales, a permis à des investisseurs non-résidents de s'y installer et d'y exploiter les anciens domaines Aché. De grandes multinationales ont obtenu des titres de propriété sur des territoires déjà occupés et les ont revendus à des investisseurs sans le leur préciser, leur cédant ainsi des terres sur lesquelles les Aché vivaient depuis des milliers d'années et étaient toujours présents.
Six communautés Aché sont aujourd'hui reconnues par l’administration des Affaires indigènes du Paraguay : Cerro Moroti, Ypetimi, Puerto Barra, Chupa Pou (80 familles), Kuetuvy (55 familles) et Arroyo Bandera (30 familles).

## Dénomination
Dans le passé, les Aché ont été appelés Guaiaqui, Guayakí, Guayaki-Aché et Guoyagui par leurs voisins Guarani - et subséquemment par les premiers anthropologues. Ce terme, qui signifierait « rats féroces » en guarani, est aujourd'hui considéré comme péjoratif.
Les premières mentions relatives aux Aché (un résumé des rapports des Jésuites remontant au XVIIe siècle et publié par Lozano en 1873-74 se référent à eux comme Guajagui.

## Linguistique et génétique
La langue des Aché fournit des indices quant à leur origine. Son analyse suggère qu'il s'agit d'un lexique Tupí-Guaraní superposé à une structure grammaticale unique et que l'on ne retrouve pas dans les langues apparentées au guarani.
Des analyses génétiques suggèrent que les Aché sont un groupe d'origine biologique mixte, contenant environ 60-65 % de gènes Tupí-Guaraní, et 35 à 40 % de gènes ayant des affinités avec les groupes appartenant à la famille des langues Macro-Ge (aussi connu comme Jé).
Les Aché sont distincts de leurs voisins Guaranis. Les premières descriptions insistent sur la pâleur de leur teint, leurs yeux et leurs cheveux clairs, la barbe des hommes et leurs traits rappelant ceux des Asiatiques. Leurs techniques de subsistance et leur technologie étaient considérées comme extrêmement rudimentaires, et leur nomadisme en a fait une population secrète et élusive.

## Historique
Les premières traces archéologiques laissées par les peuples indigènes du Paraguay sont connues comme « industrie du Haut-Paranà », c'est-à-dire des pierres taillées retrouvées sur les rives du fleuve Paraná, ainsi que des haches - datées à environ 9 000 ans avant notre ère - similaires à celles produites par les Celtes et à celles que les Aché continuent à utiliser. Aux alentours de l'an 500, des horticulteurs guaranis ont migré dans la région et ont commencé à persécuter les chasseurs Aché, les poussant peut-être à trouver refuge dans les collines boisées, à l'écart des espaces ouverts et des rivières navigables, en adoptant alors un mode de vie nomade.
Des traces écrites de l'histoire des Achés apparaissent avec la fondation de la ville d'Asunción en 1524. Quelques années plus tard, en 1554, un petit village est fondé par les Espagnols sur le fleuve Paraná, près du site de l'actuelle Guaira (Brésil). Le frère Luis de Bolaños, arrivé au Paraguay en 1575 et maîtrisant la langue des Guarani, fonde 18 villages guarani dans la province de Guaira entre 1580 et 1593. La mention de groupes évoquant les Aché dans l'est du Paraguay date des premières archives jésuites remontant à 1620. Ces groupes non Guarani, qui vivaient de la chasse et de la cueillette, étaient souvent désignés comme Caaygua ou Caigua (groupes Kaingang du sud de la famille linguistique Jé). Les descriptions de certains de ces Caaygua correspondent assez bien avec celles des Aché du XXe siècle. Par exemple, Del Techo les décrit comme des chasseurs-cueilleurs qui ne mangeaient que la moelle des palmiers et des fruits, du gibier et des racines, portant des labrets de pierre qui leur donnaient l'air féroce et ne craignant que le tonnerre. Cette description correspondrait aux Aché, dont l'économie est en effet fondée sur la moelle de palmier et la viande, et dont les croyances spirituelles accordent une place centrale à Berendy (divinité associée aux météores rugissants). En 1873, à partir d'un résumé des archives des Jésuites remontant au XVIIe siècle, Lozano fournit une description de sept pages des Achés (qu'il appelle « Guayagui »). On y trouve des informations précises sur leur économie, leur organisation sociale, leur culture et leur système de croyances. Lozano et Techo parlent également de la manière dont certaines bandes d'Aché furent capturés près de l'embouchure de la rivière Acaray dans les années 1630, pour être conduits de force à une mission Guarani. Les captifs y périrent tous de maladie en l'espace de quelques mois.
Après l'expulsion des Jésuites, en 1768, on ne dispose plus d'informations sur les Aché jusqu'à la fin du XIXe siècle. Au début du XXe siècle, plusieurs écrivains relaient alors les informations transmises par les Paraguayens concernant les Aché, mais aucune observation directe. Parmi ces rapports, plusieurs émanent de chercheurs étrangers, mais aussi du célèbre naturaliste Paraguayen Moises Bertoni(dont les observations sur les Aché ont été publiées à titre posthume). Enfin, un immigrant allemand, Federico Maynthusen, prit contact avec un groupe Aché en 1908, dans ce qui constitue aujourd'hui le district de Itapua, et publia sur leur langue et leur culture

### Premiers contacts
En 1959, après des décennies de persécution, les Ypety Aché entrent en contact avec la civilisation à Caazapá et  sont pacifiés par Don Manuel de Jesus Pereira. Pereira les utilise par la suite comme guides pour pister, contacter et pacifier les Yvytyruzu Aché dans le département de Guairá (1963). Les deux groupes totalisent près de 100 individus au moment du contact. Entre 1963 et 1968, plus de la moitié des Aché récemment pacifiés meurent de maladie. Pendant ce temps, les Ypety Aché  et les Yvytyruzu Aché sont étudiés par les anthropologues Branislava Susnik, León Cadogan, et Pierre Clastres,,,.
Dans les années 1960, les Aché du nord constituent le dernier groupe ethnique d'une certaine importance à n'être pas encore entré en contact avec la civilisation. Ils sont constamment persécutés par les colons, les bûcherons et les éleveurs. Le Paraguay, à l'instar d'autres pays d'Amérique latine, a une longue histoire coloniale d'asservissement des Indiens, qui a perduré bien après l'interdiction de l'esclavage en 1869. Les familles Aché ont été victimes de raids systématiques destinés à se débarrasser des hommes et à enlever les femmes et les enfants. Ces derniers sont vendus, au vu et au su de tous, jusque dans les années 1970. La pacification des Aché du Nord a été qualifiée de génocide par certains auteurs,. Le 8 avril 2014, les Aché déposent, devant une cour de justice argentine, une plainte pour génocide contre leur peuple sous le gouvernement militaire de Alfredo Stroessner.
Au milieu des années 1960, après de multiples incidents impliquant des Aché du nord durant la construction de la route de Salto de Guaira, Don Manuel Pereira se transfère, avec des Aché Ypety et Yvytyruzu, jusqu'à un site appelé Cerro Moroti (dans le district actuel de Caaguazú), afin de rechercher, de trouver et de pacifier les Aché du nord. À cette époque, ces derniers se déplacent encore librement dans une vaste région s'étendant des montagnes de San Joaquin jusqu'aux rives du Paraná et de la rivière Acaray jusqu'aux montagnes de Baracayu, et ils comptent alors environ 560 individus. Pereira est encouragé à pacifier ce groupe et à les faire quitter la zone.
En octobre 1970, plusieurs Aché de la réserve du Cerro Moroti sont attaqués alors qu'ils chassent. Ils repoussent leurs agresseurs et capturent une femme appartenant au groupe des Achés du nord qu'ils ramènent à Cerro Moroti. Un mois plus tard, la captive les conduit  aux Aché du nord et persuade ces derniers de gagner la réserve pour y bénéficier de la protection de « Papa Pereira ». La « reddition » s'effectue sans heurts, de nombreux Yvytyruzu Aché de Cerro Moroti connaissant des Aché du nord et ayant même avec eux des liens de parenté.
Entre 1971 et 1978, les Aché du nord sont l'objet d'une dizaine de ces « contacts-extractions ». Un pourcentage élevé de ceux qui sont conduits à la réserve de Cerro Moroti (supervisée par le gouvernement et renommée officiellement « Colonia Nacional Guayaki ») meurent de maladie respiratoire dans les deux années qui suivent les premiers contacts. En outre, plusieurs groupes d'une certaine importance, fuyant le contact, subissent une extinction quasi-totale en forêt. Les données démographiques concernant les Aché du nord (basées sur des entretiens détaillés avec des survivants) montrent que 38 % de la population est morte de maladies respiratoires liées au contact. Ces chiffres incluent 68 individus qui, fuyant le contact, meurent en forêt, 131 personnes décédées sur la réserve entre 1971 et 1978, et 49 personnes enlevées par des Paraguayens pendant le processus de contact et disparus à jamais.

### Conséquences
Après le contact avec la civilisation, l'histoire des Aché du nord reprend de manière chaotique à Cerro Moroti, à la suite de l'arrestation de Manuel Pereira, et à la nomination de missionnaires chrétiens envoyés par l'administration chargée des « nouvelles tribus » en septembre 1972. De petits groupes quittent alors la réserve quotidiennement et se dispersent le long de la nouvelle route, depuis Santa Rosa Cue jusqu'aux rives de la rivière Carapa. Nombre d'entre eux rejoignent quelque temps Pereira  à Ybyrycua après sa remise en liberté, puis repartent. Certains regagnent la forêt, d'autres sont convaincus, parfois par la force, de s'établir comme travailleurs dans de petites exploitations et dans des campements de Paraguayens.
La situation change du tout au tout en 1974-75, lorsque le père Nicolas de Cunha commence à transporter systématiquement tous les Aché survivants à la mission catholique de San Augustin. Un campement est d'abord établi sur la rivière Carapa, puis déménage sur les bords de l'Arroyo Manduvi près de Laurel (Alto Paraná). Le groupe de Manduvi est sous la direction du père Alejandro Pytel, et en 1978, après la mort inattendue de da Cunha, Pytel parvient à convaincre son ordre d'acheter des terres pour y établir une mission permanente. L'ensemble du groupe de Manduvi se transporte alors dans la nouvelle mission, située à Chupa Pou, en août 1978.
Pendant les 20 années suivantes, Chupa Pou devient le plus grand campement Aché du Paraguay, pendant que la Colonia Nacional de Cerro Moroti diminue de taille et perd la plupart de ses terrains d'origine, tandis que sa population se métisse progressivement avec les Paraguayens du voisinage.
Dans les 25 années qui suivent la dispersion des Aché de Cerro Moroti, plusieurs communautés se forment. Tout d'abord, en 1976, la famille du missionnaire Rolf Fostervold prend contact et entreprend de protéger les Achés Ynaro/Nacunday, alors au bord de l'extinction. Leur campement, appelé Puerto Barra, était situé à la confluence des rivières Ynaro et Nacunday, sur l'emprise d'une ancienne scierie. Peu après, un groupe d'Aché du sud quitte Cerro Moroti pour fonder une nouvelle colonie à proximité des terres ancestrales des Ypety Aché. Cet établissement, situé dans l'État de Caazapa, est appelé Ypetymi (ou Tupa Renda).
Au début des années 1980, une douzaine de familles de la réserve de Chupa Pou la quittent pour rejoindre un groupe Aché qui avait été découvert, en avril 1978, dans le parc naturel de Mbaracayú (Mbaracayu Biological Sanctuary), et vivait près d'une mission allemande destinée aux indiens Guaranis. Les Aché y restent séparés des Guarani et forment la communauté appelée Arroyo Bandera, à la limite de la réserve forestière de Mbaracayu.
Enfin, vingt ans après sa création, la communauté de Chupa Pou se scinde en deux, donnant naissance à une colonie appelée Kue Tuvy.
Il y a aujourd'hui six communautés Aché légalement reconnues : Cerro Moroti, Ypetimi, Puerto Barra, Chupa Pou, Kuetuvy et Arroyo Bandera. La réserve de Chupa Pou est la plus grande, et aussi le principal foyer des Aché du nord. Les Aché de Chupa Pou comptent quelque 80 familles résidant au sud de Villa Ygatimi, sur le cours de la Jejui Guasu. Arroyo Bandera est située directement à l'ouest de l'entrée principale de la réserve de Mbaracayu (à 15 km au nord de Ygatimi), et comptait 148 habitants (soit environ 30 familles) en janvier 2006. La plus récente des communautés Aché du nord est celle de Kuetuvy, qui comptait 205 habitants (environ 55 familles) en janvier 2006. Elle est située directement au sud de la réserve de Mbaracayu, sur la propriété listée comme « la finca #470 ».

### Les Aché Kuetuvy, la finca # 470 et la réserve indigène Kuetuvy

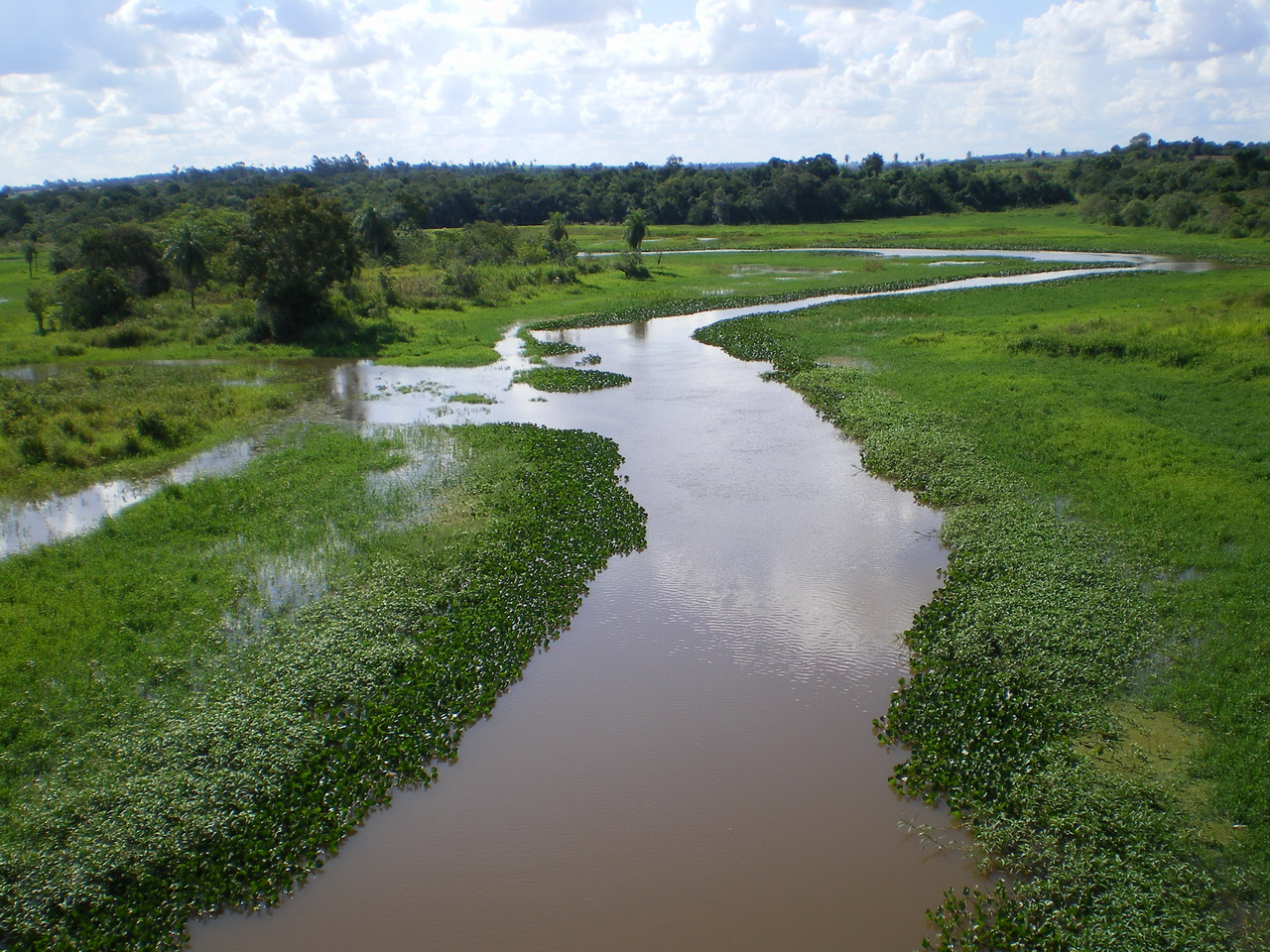
Le sanctuaire biologique de Mbaracayú.

En 1991, le décret-loi instituant la réserve forestière de Mbaracayu (MFR) reconnaissait l'endroit comme territoire traditionnel des Aché du nord, leur donnant des droits permanents sur la chasse et la cueillette à l'intérieur de la réserve. Les Aché Kuetuvy sont les descendants de groupes qui ont été extraits de la FMR et des régions avoisinantes en 1972-74. Ce groupe s'est séparé des Aché de Chupa Pou le 8 mars 2000, en raison de désaccords au sujet de l'utilisation des ressources de leur réserve. Dans ce différend, les leaders Kuetuvy reprochaient aux Chupa Pou d'autoriser la vente de bois de façon incontrôlée. Les Aché Kuetuvy annoncèrent alors leur intention de regagner leurs terres d'origine (une immense parcelle baptisée finca #470 sur le cadastre) et entamèrent une demande d'expropriation dans ce sens. Il s'installèrent juste au sud de la finca #470 et attendirent l'autorisation de l'occuper. Le 11 décembre 2000, ils ont reçu une reconnaissance officielle en tant que communauté par l'Indi et, le 25 juin 2001, le statut d'entité juridique au Paraguay. 
Avec l'aide de la Fondation Moises Bertoni (FMB), d'ONG et de scientifiques sensibles à leur cause, les Aché Kuetuvy se sont alors engagés dans une interminable bataille technique, juridique et médiatique contre les institutions et l'état paraguayen, tout en mettant sur  pied un projet de gestion durable des territoires revendiqués. Ils ont parallèlement dû combattre sans relâche les incursions de bûcherons illégaux et de « paysans sans terre », souvent manipulés ou organisés de toutes pièces par des spéculateurs et des compagnies forestières. 
Les promesses officielles ont été suivies par des années de manœuvres dilatoires de la part des différentes administrations et de la présidence de la République paraguayenne. Face à cette situation, les Aché Kuetuvy se sont organisés, entraînant avec eux l'ensemble des communautés Aché paraguayennes. Plus d'une fois, Les leaders Aché en ont appelé à la presse nationale, aux ONG et au gouvernement, et ils ont même organisé une démonstration de force à laquelle ont assisté des représentants venus des six réserves Aché. Marguerite Mbywangi, la représentante de la communauté Kuetuvy, a été arrêté et emprisonnée en décembre 2005, avec les membres de la patrouille forestière qui avait essayé d'empêcher les bûcherons illégaux de prélever des arbres de valeur sur leurs terres. 
Le 24 juillet 2003, les responsables Kuetuvy ont rassemblé leur communauté et tous les adultes on signé un document exigeant un titre légal de propriété sur la finca #470. Le 10 février 2004, leurs leaders religieux et politiques ont rencontré Nicanor Duarte Frutos, alors président du Paraguay, qui leur a assuré qu'ils recevraient le titre de propriété correspondant. Les Aché ont indiqué qu'ils allaient gérer la propriété comme une « réserve indigène » et ont demandé à bénéficier d'une assistance technique en vue de développer un plan de gestion durable. Ils ont proposé de conserver une grande zone de forêt où les activités comprendraient la chasse durable, la collecte de fruits comestibles et d'insectes, la collecte de plantes médicinales, l'enrichissement de la forêt grâce à des essences indigènes à valeur commerciale (telles que le Yerba Mate), avec une exploitation forestière à long cycle de rotation, de basse intensité et à impact réduit en termes de prélèvement et de transport. Les produits forestiers seraient destinés à la consommation locale sous forme des maisons, des bâtiments scolaires, cliniques, etc. 
En avril 2008 Nicanor Duarte Frutos quittait le pouvoir. Le 18 août, le président du Paraguay Fernando Lugo nommait Marguerite Mbywangi, représentante de la communauté Aché, à la présidence de l'Indi (l'Institut national paraguayen des affaires indiennes). Elle est le premier autochtone à occuper un tel poste au Paraguay,. En mai 2016, les Aché continuaient à dénoncer l'invasion de leurs domaines par des « paysans sans terre ».

## Terres ancestrales
Les premiers rapports font état de la présence de tribus ressemblant aux Aché dans tout l'est du Paraguay et dans les zones adjacentes du Brésil. Au début du XXe siècle, les Aché étaient divisés en quatre groupes linguistiques distincts qui peuplaient le bassin versant du fleuve Paraná, correspondant aux districts paraguayens actuels de Caazapa, Guairá, Alto Paraná, Caaguazu et Canindeyu. Le domaine des Aché du nord, qui sont les mieux documentés, s'étendait des forêts proches de Coronel Oviedo jusqu'au Paraná dans les environs de Salto de Guaira, soit une étendue d'environ 20 000 kilomètres carrés.
L'est du Paraguay est caractérisé par de collines peu élevées, couvertes d'une forêt subtropicale, semi-décidue, et de larges vallées plates couvertes de hautes herbes. Les précipitations avoisinent 2 000 mm par an en moyenne, et sont caractérisées par une forte imprévisibilité mensuelle d'une année sur l'autre, avec malgré tout une saison sèche relativement fixe s'étendant de mai à août. Les variations saisonnières de température sont plus constantes, avec des températures comprises entre 39 °C et 0 °C. Les températures les plus basses sont observées du 15 juin à fin juillet, qui marque pour les Aché les prémisses du printemps. L'est du Paraguay comprend des régions de terre ferme, de forêt tropicale, de savane, de prairies, de marécages couverts de palmiers, de forêts de bambous, de forêts inondées, ainsi qu'un type de forêt basse et plus sèche qualifiée de kaati par les locuteurs Guarani. La région est un habitat endémique important pour les oiseaux, avec plus de 400 espèces enregistrées. Les mammifères sont cependant beaucoup plus importants dans la culture et l'économie des Aché. Une liste provisoire des mammifères comprend 99 espèces de mammifères identifiés par diverses méthodes.

## Technologie
Les Aché confectionnaient des haches, avec un manche de bois d'une cinquantaine de centimètres de long terminé par un galet de diorite. La production de cet outil utilisait ingénieusement des processus naturels : le galet était choisi parmi ceux polis par le courant, puis placé dans une branche fissurée à dessein jusqu'à ce que la cicatrisation de l'arbre l'enchâsse fermement. Il suffisait alors de s'armer de patience, puis de couper la branche pour « cueillir » la hache. Les outils ainsi confectionnées ne coupaient pas et ne servaient qu'à élargir les trous d'arbre dans lesquels sont cachés les rayons de miel, ou à concasser les fibres du palmier. Les Aché confectionnent également, avec le bois du palmier Pindo, des arcs longs de plus de deux mètres et extrêmement flexibles. Pour les utiliser, les Aché fichent une des extrémités en terre, l'autre est appuyée sur la poitrine, et l'arc est tendu en utilisant une jambe. Les femmes Aché confectionnent des paniers tressés pour transporter leurs bébés. Le panier est amarré grâce à une bande placée sur l'épaule droite, et l'enfant porté sur le côté gauche. Les Aché sont de bons cordiers. Ils utilisent un mélange de fibres végétales et de cheveux qui donne des cordes très résistantes, utilisées pour grimper aux arbres à la recherche des nids d'abeilles. Ils en font également des bandes qu'ils entourent autour de leurs poignets pour se protéger contre les morsures des animaux qu'ils chassent à la main. Les Aché du nord confectionnent des nattes et des tapis. La technique utilisé donne au produit l'apparence d'un tissu, et l'utilisation de fibres différentes permet de créer des motifs décoratifs simples

## La nourriture

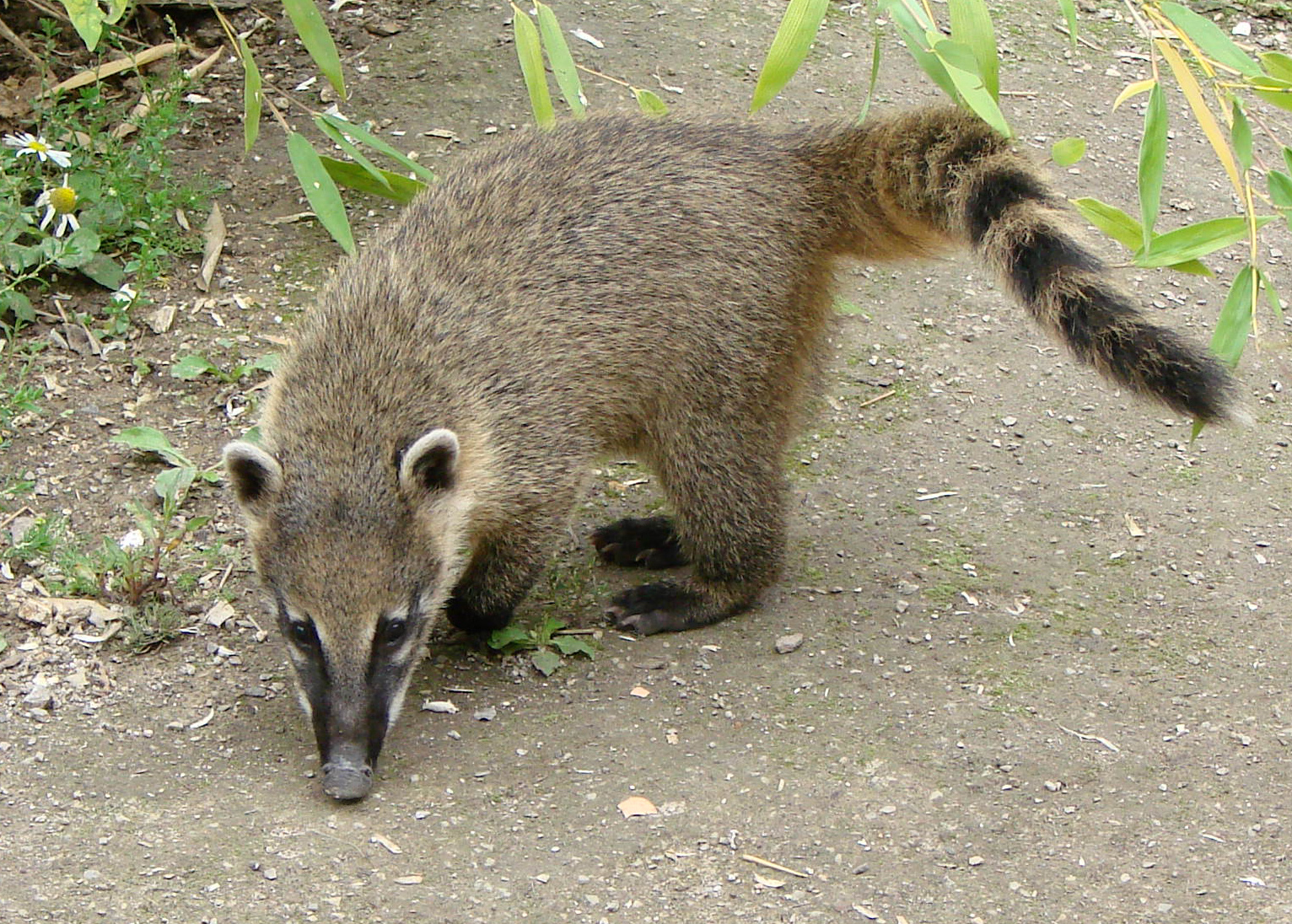
Coati d'Amérique du Sud.

L'économie des Aché est traditionnellement centrée sur la chasse de vertébrés avec un arc et une flèche, l'extraction du miel sauvage et l'exploitation de l'amidon des palmiers et des larves d'insectes. De nombreux fruits sont également exploités de façon saisonnière, mais ils ne constituent qu'une petite fraction de l'énergie de la ration annuelle. Dans les 50 années précédant la pacification, des groupes Aché opéraient parfois des raids sur leurs voisins sédentaires, à la recherche de manioc, d'animaux domestiques et d'outils en métal.
L'enregistrement systématique des apports alimentaires correspondant à une vie en forêt basée entièrement sur des aliments sauvages suggère que près de 80 % de l'énergie de l'alimentation provient de la viande, 10 % de l'amidon et des cœurs de palmier, 10 % de larves d'insectes et de miel, et 1 % de fruits. L'apport énergétique total est d'environ 2700 kcal par personne et par jour, et les hommes apportent à la communauté environ 84 % de toutes les calories consommées. Les enfants ne participent pas de manière significative à la production jusqu'à ce qu'ils aient atteint l'âge adulte. Les proies les plus importantes (en ordre décroissant) sont le tatou à neuf bandes, le paca, le tapir, le singe capucin, le pécari à lèvres blanches, le coati, le daguet rouge, et le lézard tegu.

### La chasse
Les chasseurs Aché utilisent un arc et des flèches, mais chassent également à la main. Ils quittent le camp chaque matin, en groupe, marchant en file indienne. Après environ une demi-heure, ils commencent à se disperser à la recherche du gibier. Les hommes restent à portée de voix les uns des autres tout au long de la journée, afin de pouvoir demander de l'aide si des proies nécessitant une collaboration sont débusquées. Pendant la recherche, un chasseur marche à une vitesse d'environ 1,5 km/h et croise sa proie la plus commune (le tatou), environ une fois tous les 5 km en moyenne. Les singes et les cerfs sont rencontrés 3 fois moins souvent que le tatou et les autres types de proies sont beaucoup plus rares dans l'environnement. Le tatou, le pécari à collier, le cerf, le lézard, le tapir et la plupart des autres animaux rares et solitaires sont traqués et poursuivis par un seul chasseur. D'autres espèces comme le paca, le singe, le coati, le pécari et les mammifères sociaux sont généralement chassés en mode collaboratif et leur rencontre induit le plus souvent le chasseur à appeler de l'aide.
Les mammifères agiles ou de grande taille sont traqués, puis tirés à l'arc. Les animaux plus petits ou gîtant dans des terriers sont généralement capturés à la main. Les méthodes de chasse des Aché ont été étudiées de très près et on connaît précisément le taux de rencontre avec des proies, le temps nécessaire pour une quête réussie et le gain énergétique prévu selon le type de proie. Les données recueillies auprès des Aché ont permis de tester de nombreux modèles de stratégie optimale de recherche de la nourriture. Les résultats confirment généralement l'idée que les chasseurs Aché ne poursuivent que les proies capables d'accroître leur taux de retour en énergie et ignorent les espèces (petits oiseaux, rongeurs, reptiles, etc.) qui abaisseraient ce taux si elles étaient poursuivies.
La question de savoir pourquoi les hommes chassent, plutôt que de passer toute la journée à travailler sur les ressources que représentent le palmier, ne peut s'expliquer par l'optimisation énergétique, puisque les hommes engrangent environ 750 calories par heure de chasse, et autour de 1 000 calories par heure d'extraction de palme de l'amidon et des cœurs a suggéré que, de par son contenu en macronutriments, la viande aurait une valeur nutritionnelle supérieure à celle de l'amidon extrait du palmier, indépendamment de l'apport calorique. Hawkes a d'autre part suggéré que les activités de chasse des Aché constituent également une forme de marquage territorial.

### Cueillette
Les ressources collectées comprennent principalement les cœurs de palmier et son amidon, des larves d'insectes trouvées dans les palmiers abattus tout exprès pour encourager leur colonisation, du miel sauvage et divers fruits qui mûrissent surtout dans les mois d'été, entre octobre et février. Deux espèces non indigènes sont maintenant courantes dans les forêts de l'est du Paraguay et y contribuent de manière significative à l'alimentation : ce sont les abeilles d'origine européenne (Apis mellifera), et l'oranger, introduit par les Jésuites, et par la suite dispersé à travers la forêt par les oiseaux et les singes. Clastres estime que le miel (et en particulier « le premier miel ») joue un rôle symbolique important dans la société Aché. Son abondance dans les rayons donne le signal des grands rassemblements annuels, qui célèbrent en lui la nature tout entière et fonctionneraient comme une « fête du renouveau » adaptée à des nomades dépourvus de tout. Vellard, qui les a étudié dans les années 1930, parle de « civilisation du miel » et indique que les Aché utilisaient alors également la cire pour enduire les paniers et pour le mêler à l'argile de leurs poteries.
En dépit de la diversité végétale et de la variété diététique que représentent les différentes espèces ramassées, seuls les cœurs de palmier, l'amidon et le miel des abeilles contribuent de façon significative aux apports énergétiques du régime Aché. L'amidon de palmier reste la source la plus importante de glucides dans leur régime alimentaire. Les palmiers sont coupés, puis une petite fenêtre est découpée dans le tronc pour tester l'intérieur de la moelle qui, lorsqu'elle comestible, est douce, juteuse et très concentrée en amidon. Les pousses de palmier (cœur) sont extraites de chaque palmier coupé, mais cette ressource a une forte teneur en eau et ne fournit qu'un petit apport calorique.
Lorsqu'un palmier bien pourvu en amidon de bonne qualité est découvert, une ou plusieurs femmes en ouvrent le tronc de la base au sommet et pilent systématiquement la fibre avec le dos d'une hache afin de la détacher et de l'assouplir. De grandes quantités (de 15  à   50 kg), sont ensuite transportées vers le camp dans des paniers pour la poursuite du traitement. De retour au camp, la fibre de palmier est plongée, poignée par poignée, dans un pot plein d'eau et essorée à la main pour en extraire l'amidon. L'eau contenant l'amidon est ensuite utilisée pour faire bouillir de la viande ou des larves d'insectes. Le mélange est mangé chaud (comme une sauce épaisse). Il est aussi possible de le laisser refroidir pendant la nuit. Il durcit alors pour prendre la consistance d'une semoule.
Bien que les recensements effectués dans la région de Mbaracayúau aient révélé une forte densité de palmiers, la plupart d'entre eux ne contient pas d'amidon. Des travaux récents montrent qu'il faut environ 15 minutes pour trouver un palmier propre à être coupé, mais seul un arbre coupé sur 8 se révèle apte à fournir de l'amidon. Ainsi, en passant quelques heures à chercher des palmiers et à les exploiter, les Aché peuvent acquérir des glucides énergétiques à un taux d'un peu plus de 1 000 calories par heure,

### La coopération
Pendant la chasse ou la cueillette, les Aché se trouvent fréquemment engagés dans des activités qui mobilisent un peu de leur temps ou de leurs efforts au profit d'un autre adulte ou d'un enfant non apparenté, ce qui définit la « récolte coopérative ». Les données suggèrent que cette pratique est très répandue et intense. La coopération comprend également des actions qui ne sont pas très coûteuses pour le donateur, mais qui sont très bénéfiques pour le destinataire. Ces pratiques sont presque certainement liées au modèle de partage de la nourriture, bien étudié chez les Aché,,. La réciproque de la récolte coopérative prend en effet la forme de la redistribution alimentaire. Enfin, la récolte coopérative ne représente qu'une fraction des activités coopératives déployées quotidiennement par les Aché. En fait, la récolte coopérative, le partage de la nourriture et la coopération dans d'autres domaines (comme l'éducation des enfants, la mobilité, la construction d'un camp, la défense, etc.) font partie d'un système intégré d'altruisme réciproque et de promotion du bien-être collectif de la société Aché.
Les décomptes portant sur le temps de coopération sont probablement sous-estimés, étant donné que les observations n'ont pas été effectuées dans un but de comptage et que de nombreux gestes mineurs n'ont pas été comptabilisés. Tout en poursuivant les singes, les chasseurs font souvent appel à d'autres pour « monter la garde », « ne pas faire de bruit », « ne pas tirer », « agiter une branche », « secouer une liane », etc. Le destinataire d'une telle instruction s'y conforme toujours immédiatement, même si cela peut lui faire manquer la chance de tuer l'animal lui-même. Ces événements sont très fréquents, mais de très courte durée (habituellement seulement 10 secondes) et échappent le plus souvent à l'analyse. Les hommes Aché passent en moyenne 41 minutes par jour, et les femmes 33 minutes, à des activités d'acquisition de nourriture qualifiées de coopératives. Cela représente environ 10 % du total de la recherche de nourriture pour les hommes, et 11 % pour les femmes. Dans les deux sexes, certaines journées enregistrent des pourcentages de temps coopératif de plus de 50 %.

### Partage de la nourriture
Les Aché vivant dans la forêt partagent largement leurs ressources alimentaires et les proies sont divisées entre les membres de la bande. Les normes sociales proscrivent aux hommes de consommer quoi que ce soit de leur propre proie, et mettent l'accent sur la distribution à l'échelle du groupe. En pratique, le gibier est cuit et redistribué à parts égales aux familles du groupe, en tenant compte de la taille de chaque famille. Cela signifie que les bons chasseurs et leurs familles n'obtiennent pas plus de viande de leurs propres captures qu'ils n'en recevraient lors d'une distribution aléatoire. L'amidon de palme est partagé comme la viande (sans qu'il y ait d'interdit concernant la consommation par les femmes de l'amidon qu'elles ont extrait). Le miel est un peu moins largement partagé, mais une partie importante est mise de côté pour les membres absents au moment de l'extraction. Les fruits récoltés et les larves d'insectes sont encore moins largement partagés, mais sont redistribués à ceux qui n'étaient pas présents sur le site de collecte. La famille nucléaire d'un chasseur consomme habituellement environ 10 % du gibier abattu par le chef de famille masculin. Pour la plupart des autres ressources, la famille nucléaire de l'acquéreur conserve moins de 50 % des produits pour sa propre consommation. Seuls 10 à 20 % des petits fruits récoltés sont partagés en dehors de la famille,.

## Organisation sociale
Avant le contact avec la civilisation, leur économie de chasseurs-cueilleurs contraignait les Aché à nomadiser en petits groupes constitués de quelques familles. Mais ces unités pouvaient se subdiviser pendant quelques jours et, occasionnellement, se réunir à d'autres bandes pour constituer des rassemblements plus importants. Aussi la composition des groupes décrits à l'époque varie de 3 à 160 personnes. À l'occasion de cérémonies saisonnières incluant parfois des combats rituels, trois ou quatre bandes pouvaient converger pour créer, pendant une période allant de 5 à 15 jours, un campement de 200 personnes ou plus, avant de se disperser à nouveau. 
L'appartenance à un groupe était très flexible au fil du temps, et fondée aussi bien sur des affinités amicales que sur liens du sang. Un petit groupe de parents (deux frères, un frère et une sœur), formaient généralement le noyau du groupe, mais sa composition était très flexible dans le temps. Les groupes ne possédaient pas de territoire bien défini, mais des espaces préférés dont ils s'éloignaient de temps en temps. Les groupes ne possédaient pas de nom, mais étaient désignés par celui du plus influent des membres masculins (par exemple : « le groupe de Tayjangi-le-tueur »). La société Aché ne possédait pas d'organisation en clan ou de division en groupes rituels, et le leadership y était informel et variable selon le contexte. Il n'y avait ni chef reconnu, ni fonction politique ou religieuse. Les Aché ne possédaient pas de chaman spécialisé dans cette fonction, mais les personnes les plus âgées et les femmes enceintes étaient souvent impliqués dans les rituels de guérison. Les décisions étaient prises par consensus informel, et les dissidences persistantes se traduisaient généralement par la scission du groupe. Les femmes étaient associées à la plupart des discussions, mais certains hommes étaient clairement politiquement dominants, et les individus qui avaient tué (jaychagi) étaient particulièrement craints et respectés. Ces tueurs aiguisaient souvent l'extrémité de leur arc pour lui donner l'aspect d'une pointe de lance et pouvaient exhiber un comportement menaçant à l'égard des autres membres du groupe.

## Les normes sociales, les signes ethniques, les rituels et les croyances
La culture Aché met l'accent sur le partage de la nourriture, la coopération, la participation aux activités du groupe dans l'élevage des enfants, la limitation du recours à la violence, et certaines restrictions liées au mariage. Les comportements envers les individus étrangers au groupe ne sont pas régulés. La naissance d'un enfant introduit une série d'obligations entre l'enfant, ses parents, et ceux qui assument des rôles rituels lors de la naissance. La mère de l'enfant est aidée pendant le travail et, par la suite, puis rituellement lavée. L'enfant est immédiatement pris en charge par une « marraine » qui sera responsable des soins dans les jours qui suivent la naissance, pendant que la mère se repose. L'enfant et sa marraine utilisent des termes rituels pour se référer l'un à l'autre, et l'enfant peut compter sur l'aide et le soutien matériel de sa marraine tout au long de sa vie. L'homme qui coupe le cordon ombilical de l'enfant en devient le « parrain », avec les mêmes obligations à vie. Les hommes qui ont apporté du gibier à la mère pendant sa grossesse ont également des obligations rituelles vis-à-vis de l'enfant, ainsi que chaque membre du groupe qui a tenu l'enfant dans ses bras ou contribué à sa toilette après la naissance. Ces obligations à vie sont réciproques, de telle manière que parrains et marraines prenant soin de l'enfant quand il est jeune, ce dernier prendra soin d'eux lorsqu'ils seront âgés. Les parents biologiques et tous les parents rituels conservent des obligations d'entraide mutuelle à vie.
Quand une fille atteint la puberté, des adultes la prennent dans leur giron, dans un rituel rappelant la naissance. Elle est ensuite partiellement isolée pendant un certain temps et couverte avec des feuilles de palmier tissées. À la fin de son isolement, elle est coupée avec du verre brisé, et la plaie est frottée avec du charbon de bois pour créer un tatouage formé de lignes parallèles. Les hommes qui ont eu des relations sexuelles avec elle avant qu'elle ne soit pubère sont également soumis à un rituel de purification. Les femmes coupent leurs cheveux et portent des colliers de graines et de dents comme marques tribales.
Lorsque les garçons commencent à avoir de la pilosité faciale, ils passent aussi par un rituel de puberté, qui est généralement programmé pour coïncider avec une naissance ou un rituel de puberté féminine. Leur lèvre inférieure est perforée avec un os aiguisé, puis un labret en bois y est introduit. Cette parure est portée uniquement par les hommes les plus jeunes, mais tous les hommes conservent à vie la perforation correspondante. Après la cérémonie, la peau des jeunes hommes est incisée et tatouée comme celle des jeunes femmes. L'homme qui perfore la lèvre devient un parrain rituel. Après avoir été initiés, les jeunes hommes accompagnent généralement leur parrain rituel pendant un certain temps, délaissant souvent alors leurs propres familles nucléaires. Pierre Clastres a pu observer au moins un cas d'homosexualité assumée (désignée comme kyrypy-meno, « anus »-« faire l'amour »), conduisant l'individu à vivre avec les femmes et à échanger son arc pour un panier . Cet individu « se vivait lui-même comme une femme » et « considérait que son lieu naturel était le monde des femmes ».

## Rituels

### Combats à la massue
Pour les Aché du nord, le rituel le plus important était le combat à la massue. Ces événements étaient organisés par les « grands hommes » et avaient lieu chaque année ou tous les deux ans. Plusieurs groupes convergeaient alors vers le même campement. Ceux qui avaient invité les autres préparaient un endroit dégagé pour les combats. Les hommes se préparaient de longues massues en bois dur, taillés comme des rames et aux bords affûtés. Ils décoraient leurs corps avec du charbon de bois mélangé avec du miel et de la salive, et les parsemaient de duvet de vautour. Le combat rassemblait le groupe organisateur et les groupes invités, mais, une fois le rituel commencé, chacun était libre de choisir son adversaire. Les hommes se faisaient face et se frappaient en visant la tête à tour de rôle. Certains, touchés directement à la tête, subissaient des fractures qui, si elles se remettaient, n'allaient pas sans séquelles. D'autres évitaient le choc à la tête, mais étaient frappés aux épaules ou aux bras. Presque chaque rassemblement produisait son lot de victimes. Des épisodes limités de combat à la massue pouvaient également survenir à l'intérieur d'un groupe constitué, quand un homme était surpris à coucher avec la femme d'un autre, par exemple. Ce type de duel n'était jamais mortel. Dans tous les cas, des femmes intervenaient pour tenter de désarmer ou de gêner l'adversaire qui luttait avec leur père, leur frère ou leur époux.

### Fêtes « du miel nouveau »
En 1967, Pierre Clastres décrivait de grands rassemblements périodiques célébrant le prochain retour du printemps, signifié par la disponibilité du « miel nouveau ». Situés pendant la période la plus froide de l'année, ces événements, qui réunissaient tous les Aché se reconnaissant comme « cheigy » (frères), étaient précédées de « visites » que se rendaient des groupes familiaux habituellement isolés, mais nomadisant habituellement sur des territoires limitrophes. Cette période préparatoire se concluait par la convergence vers une fête tribale à l'occasion de laquelle se renouait l'unité socio-politique du groupe, se célébrait le printemps à venir et s'échangeaient les femmes. Les hommes s'y rendaient dans la même tenue que celle qu'ils arboraient pour leurs expéditions guerrières — d'ailleurs essentiellement dévolues, elles aussi, à la capture de femmes —, mais leur apparence menaçante était immédiatement démentie par les « kywai » (chatouilles) que les chasseurs s'administraient en démonstration d'amitié. Ces mêmes chatouilles étaient au centre du jeu « tö kybairu », destiné à favoriser le rapprochement entre les sexes et à préparer les échanges de femmes, autour duquel s'organise le rassemblement. Les festivités, pendant lesquelles le « miel nouveau », signant le prochain retour des beaux jours, était consommé collectivement, rompaient le long isolement de ces petits groupes de nomades forestiers. Ils les vivaient comme un moment « dionysiaque », tenant à l'écart les âmes des défunts qui profitaient du froid pour se rappeler à la mémoire des vivants.

### Mythologie
La mythologie Aché est centrée autour de Berendy, un être fait de flammes et de tonnerre qui peut prendre la forme d'un météore et possède parfois un corps fait de chair et de sang. Le fils de Berendy fait l'objet de plusieurs mythes, qui incluent des thèmes concernant l'origine des jaguars, le soleil et la lune, les origines du feu, et certains contes moraux sur les vieillards avares et les femmes âgées. Les Aché du nord évoquent les pouvoirs spirituels d'un être qui se manifeste sous forme d'une ombre ou du vent. Les Aché du sud semblent avoir connu un esprit maléfique alimenté par les âmes en colère des Aché défunts. L'un des quatre groupes Aché aurait un temps pratiqué le cannibalisme, peut-être à la fin des années 1960, et les Aché du nord on parfois eu recours à l'euthanasie et à l'incinération des personnes âgées, qu'ils estimaient porteuses d'esprits vengeurs (peut-être en lien avec des démences séniles ou la maladie d'Alzheimer). Tous les Aché croient à des rituels magiques variés liés à la chasse et tous sont convaincus des pouvoirs curatifs des femmes enceintes.

### L'anthropophagie
Au moment où celui-ci était encore dans toutes les mémoires et a pu être étudié (en 1963, la pratique avait été abandonnée depuis cinq ans), le cannibalisme semblait être le fait d’un seul groupe Aché. Pour cette fraction des Aché, tous les morts étaient consommés. Selon Sebag et Clastres, bien qu'ayant alors officiellement abandonné la pratique, « psychologiquement, les Guayakis [étaient] encore cannibales », fortement tentés par le retour à cette pratique et la ressuscitant à l'occasion de manière plus ou moins clandestine. Les morts étaient mangés, quelle que soit la cause du décès.
Si le décès avait lieu trop tard dans la journée ou bien la nuit, le cadavre était couvert de fougères, car il était interdit de manger la plupart des viandes à  la nuit tombante. Ce n'est donc que le lendemain que le corps était découpé, avant d'être rôti sur un gril (du même type que celui utilisé par les Tupinamba pour la chair humaine). Tous les membres du groupe participaient au repas sauf le père, la mère et le conjoint principal de la victime. Les fils et les filles du défunt pouvaient ou non être amenés à manger leur géniteur. Si le mort avait été victime d'un autre membre du groupe, celui-ci était exclu du repas ainsi que son père et sa mère. La pratique renvoie à celle de la chasse et au fait que le chasseur ne peut consommer le gibier qu'il a lui-même tué. Le repas suivait les règles qui gouvernent la consommation de gibier :  ne pas rire, ne pas manger couché ou lorsque la nuit est tombée. Mais une fois la viande humaine consommée, les os du cadavre étaient brisés, sucés, puis jetés dans le feu ; le crâne était pilé et ses morceaux brûlés, la fumée emportant alors l’âme vers le ciel. La crémation des os répondait en fait à une double exigence : permettre la montée d’Owé — l'âme céleste, bénéfique — vers le ciel, et écarter Ianwé — l'âme tellurique, associée à tous les esprits mauvais et redoutée par les Anché. Autre similitude entre les rituels de la chasse et ceux de l'anthropophagie : la transmission du nom des sujets consommés : chez les Anché, les noms personnels sont empruntés au règne animal et l’enfant porte le nom des animaux que sa mère a mangés lorsqu’elle était enceinte de lui. La règle s'applique à la consommation de la chair humaine : l'enfant portera le nom des personnes que sa mère a mangées lorsqu’elle était enceinte de lui, l'imposition du nom étant alors vécue comme une véritable réincarnation. En raison de son régime alimentaire « mixte » la majorité des membres du groupe étudié par Sebag et Clastres cumulait des « bykwa » (le nom ainsi obtenu) animaux et des « bykwa » humains. Pour ces raisons, les femmes enceintes avaient une place réservée dans les repas anthropophagiques, se voyant généralement octroyer le pénis du défunt, si celui-ci était un homme,
.

## Démographie
La démographie Aché a été largement étudiée. Pendant la période où ils vivaient en forêt, la principale cause de décès était constitué par les homicides (en particulier des nourrissons et des enfants), les guerres, les maladies respiratoires, les fièvres tropicales et les accidents. Plus de 40 % de tous les décès d'adultes, et plus de 60 % de tous les décès d'enfants, étaient dus à la violence, qu'elle vienne d'autres Aché ou de l'extérieur. 65 % des enfants atteignaient l'âge adulte (15 ans), et l'espérance de vie pour les jeunes adultes était de 40 ans en moyenne. La fécondité était élevée, avec une moyenne de 8 naissances vivantes pour les femmes ayant terminé leur vie reproductive. Les grands chasseurs, et les femmes de grande taille avaient une carrière reproductive plus brillante que leurs pairs.